# 真三指鳞虫
真三指鳞虫（学名：Euthalenessa digitata）为锡鳞虫科真三指鳞虫属的动物。分布于红海以及中国大陆的台湾海峡、福建等地。